# Christine Roux
Pour les articles homonymes, voir Roux (patronyme).
Christine-Roux ou Marie-Christine Roux ou Marie-Christine Leroux était une actrice et une modèle française.

## Biographie
« Belle, positivement belle » selon Alexandre Schanne, c'est elle qui inspire le personnage de Musette dans La Vie de Bohème d'Henry Murger. Elle inspire aussi à Champfleury le personnage de Mariette dans Les Aventures de Mademoiselle Mariette (1853). 
Elle est photographiée par le photographe parisien Gaspard-Félix Tournachon, plus connu sous le nom de Nadar. C'est l'un des premiers "nus" de l'histoire de la photographie. Selon Helmut Gernsheim, la photo de Marie-Christine Roux prise par Nadar réapparaît immanquablement dans La Source d'Ingres. Selon Gernsheim, Ingres envoya Roux à Nadar pour qu'il fisse (lire : "qu'il fît") des études préliminaires pour La Source, l'année même où le tableau fut achevé. Cette photo a aussi inspiré Jean-Léon Gérôme dans Phryné devant l'aréopage et Vente d'esclaves à Rome.
Courtisane, elle périt dans un naufrage en 1863,

## Postérité
Dans la forêt de Fontainebleau, près de la mare aux Fées, Claude-François Denecourt donna son nom à un charme

## Galerie

Modèle pour les peintres
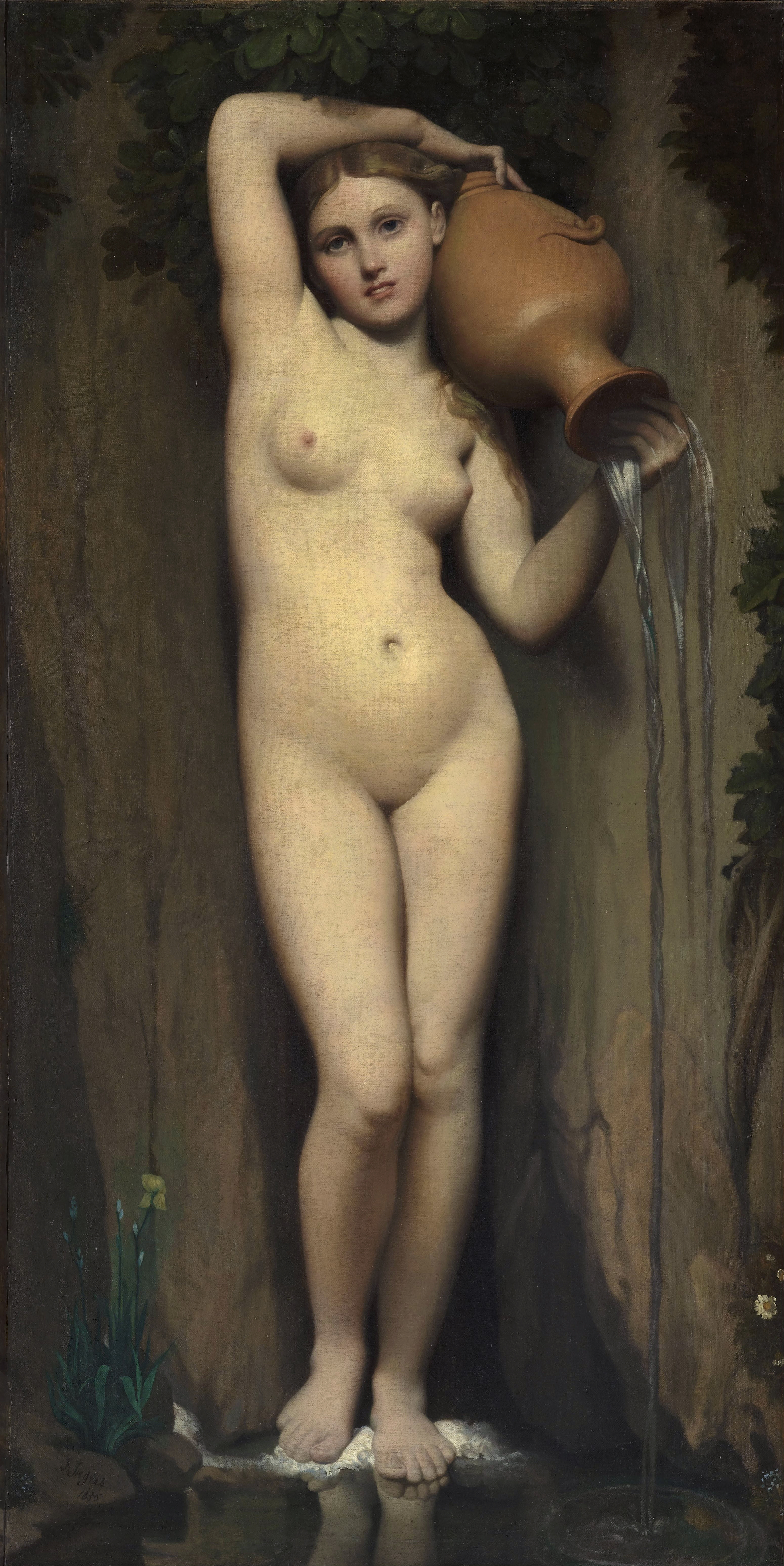
La Source
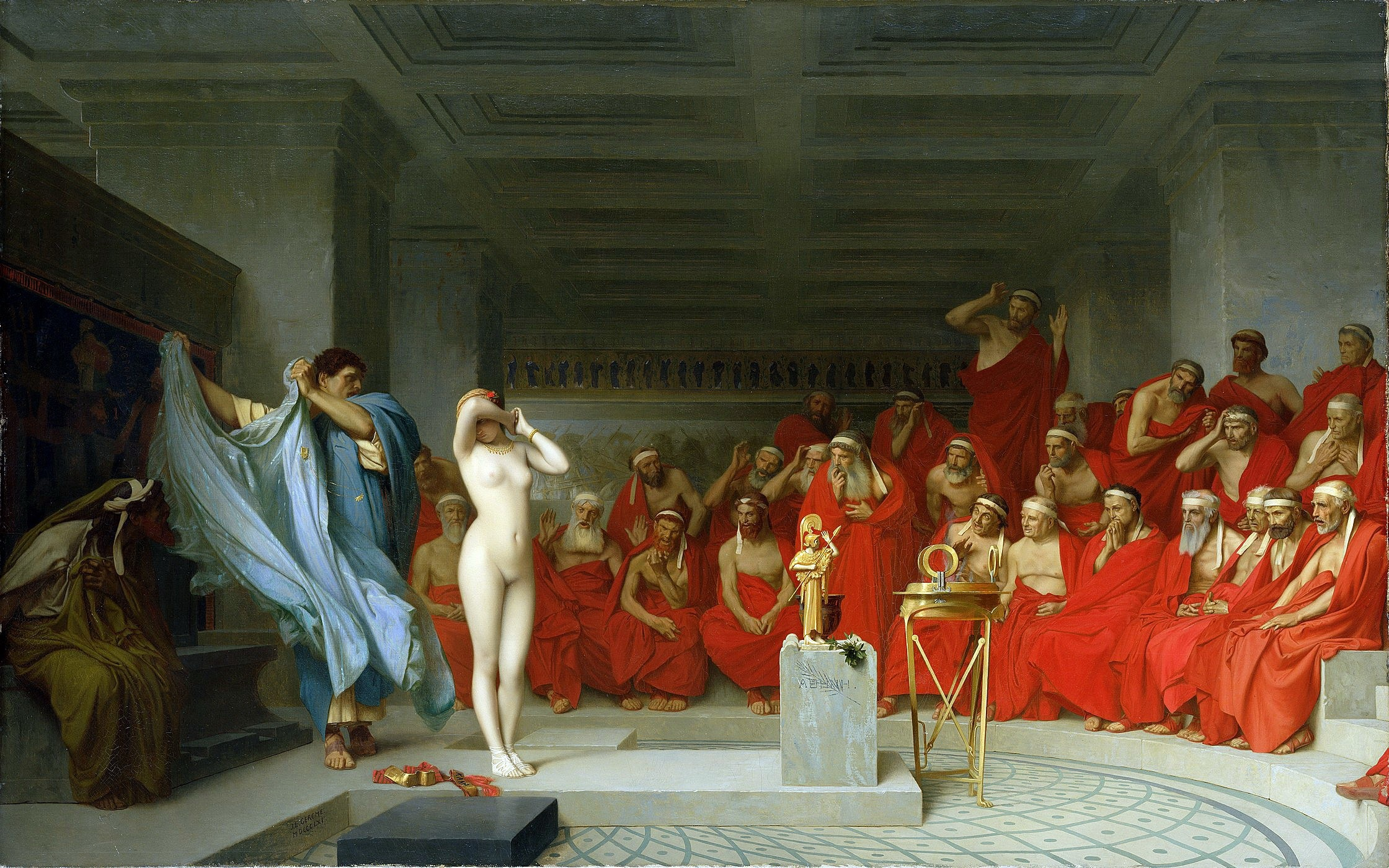
Phryné devant l'aréopage
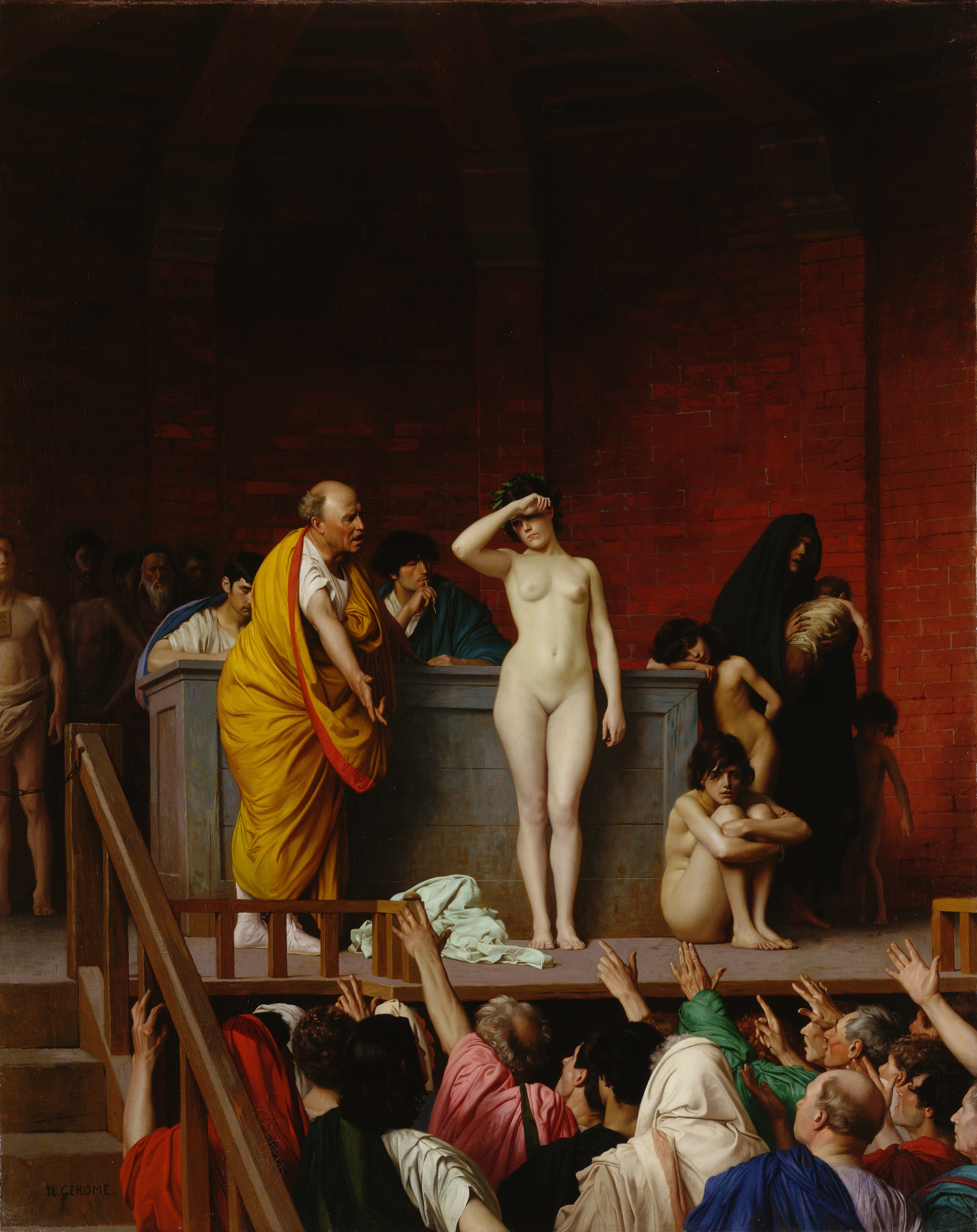
Vente d'esclaves à Rome

Photos
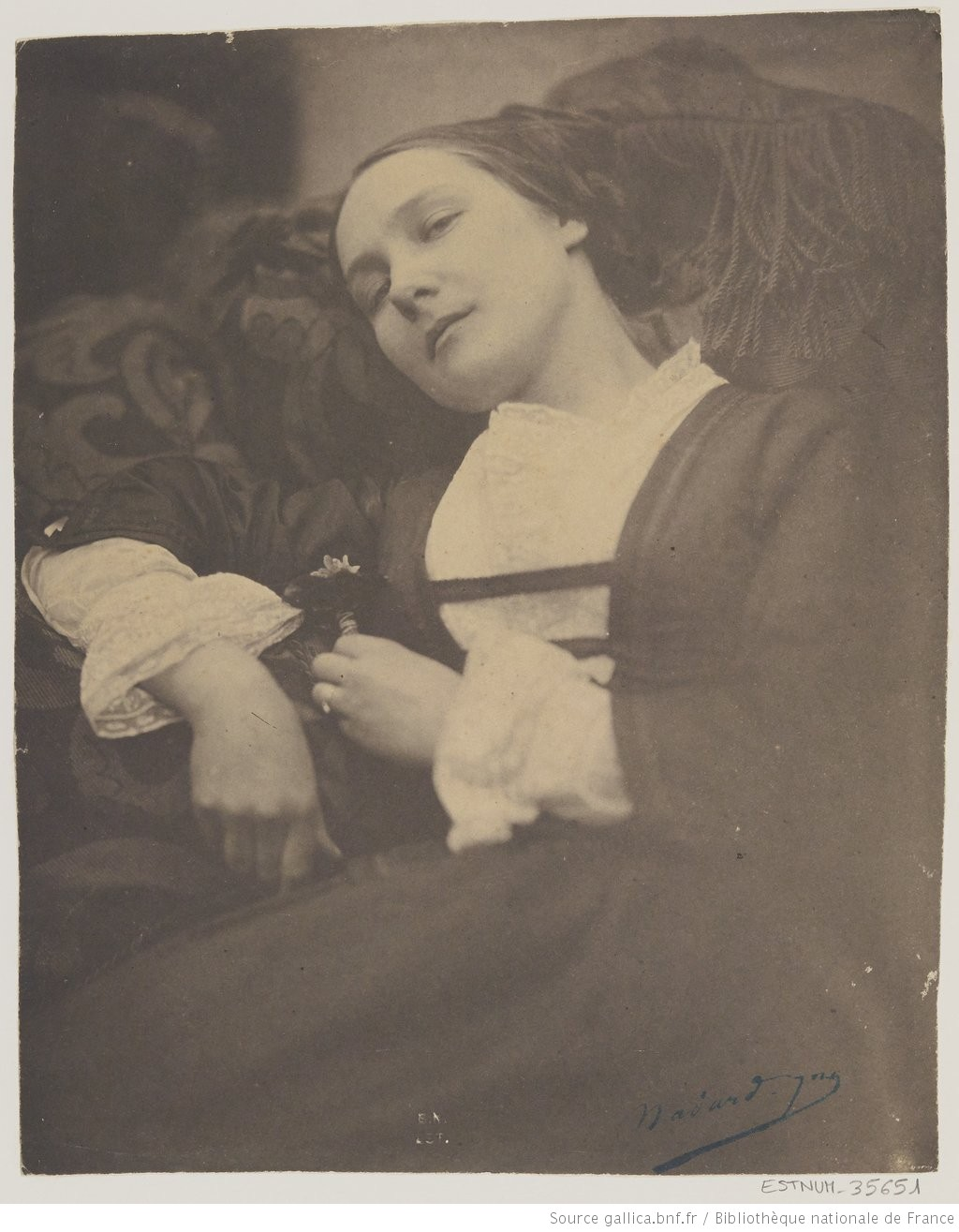
Intitulé Musette, c'est un portrait probable de Christine Roux par Nadar